# WASP-17
WASP-17 è una stella di classe F V della costellazione dello Scorpione, che dista circa 1000anni luce dal sistema solare. La sua magnitudine apparente è piuttosto debole, +11,6. Si tratta di una stella bianca di sequenza principale di tipo spettrale F6 con una massa 1,2 volte quella solare.
Nel 2009 è stata confermata l'esistenza di un pianeta extrasolare (denominato WASP-17 b) che orbita intorno alla stella con moto retrogrado, su un'orbita stretta ad una distanza di meno di 8 milioni di km dalla stella.

## Sistema planetario
L'11 agosto 2009 il team del programma di ricerca di pianeti extrasolari SuperWASP annunciò la scoperta di un pianeta che orbita attorno alla stella WASP-17 con moto retrogrado, ovvero con un moto di rivoluzione  di direzione opposta a quella della rotazione della stella su se stessa.
Il pianeta, chiamato WASP-17 b, ha un'orbita fortemente ellittica (l'eccentricità è pari a 0,129) il cui asse maggiore è di appena 0,051 UA. Il periodo orbitale è di circa 3,7 giorni. La sua massa è circa metà di quella di Giove, ma, a causa della vicinanza con la stella madre, il suo diametro è due volte più grande.